# Shangsi (socken i Kina)
Shangsi (kinesiska: 上寺, 上寺乡) är en socken i Kina. Den ligger i provinsen Henan, i den centrala delen av landet, omkring 180 kilometer norr om provinshuvudstaden Zhengzhou.
Genomsnittlig årsnederbörd är 688 millimeter. Den regnigaste månaden är juli, med i genomsnitt 227 mm nederbörd, och den torraste är december, med 5 mm nederbörd.